# Bahaâ Ronda
Bahaâ Ronda (en arabe : بهاء رندا), née à Rabat en 1974, est une interprète marocaine de musique musique arabo-andalouse, notamment spécialiste du genre Gharnati.

## Biographie
Bahaâ Ronda, née au sein d'une grande et ancienne famille rbatie d'origine morisque très attachée à ses traditions arabo-andalouses, elle étudie le Gharnati chez le pionnier Ahmed Piro. Elle fait partie de l'orchestre rbati Chabab al-Andalouss (la jeunesse andalouse) et gagne sa renommée en participant aux plus grandes manifestations artistiques marocaines et internationales tel que le Festival des musiques sacrées du monde de Fès ou le Festival de Oujda de la musique gharnati. Elle a plusieurs fois accompagné la chanteuse séfarade Françoise Atlan.